# الساندرو پوچینی
الساندرو پوچینی (ایتالیایی: Alessandro Puccini؛ زادهٔ ۲۸ اوت ۱۹۶۸) شمشیرباز اهل ایتالیا بود.
وی در مسابقات کشوری و بین‌المللی در مجموع برندهٔ ۱ مدال طلا شده‌است.